# Невелина Попова
Невелина Миткова Попова е български сценарист.

## Биография
Родена е в Русе на 14 август 1955 г. В периода 1973 – 1977 г. учи във ВГИК, Москва кинодраматургия. След това между 1991 и 1995 следва в Софийския университет педагогика.

## Филмография
- „Пътуващото училище на Тодор Гладков“, док. (2008), реж. Иван Трайков
- „Чуй звездите“ (2003), екранизация по разказ на Ангел Каралийчев, реж. Михаил Мелтев
- Другият наш възможен живот (2004), реж. Румяна Петкова
- „Хора, години, метал“, док. (1987), реж. Румяна Петкова
- Ненужен антракт (1987), реж. Мина Стойкова
- Приземяване (1987), реж. Румяна Петкова
- Отражения (1982), реж. Румяна Петкова